# Diplotaxodon aeneus
Espèce
Statut de conservation UICN

 LC  : Préoccupation mineure
Diplotaxodon aeneus est une espèce de poisson de la famille des Cichlidae. Il endémique du lac Malawi situé entre le Malawi, le Mozambique et la Tanzanie.